# St. Kilian (Alsleben)

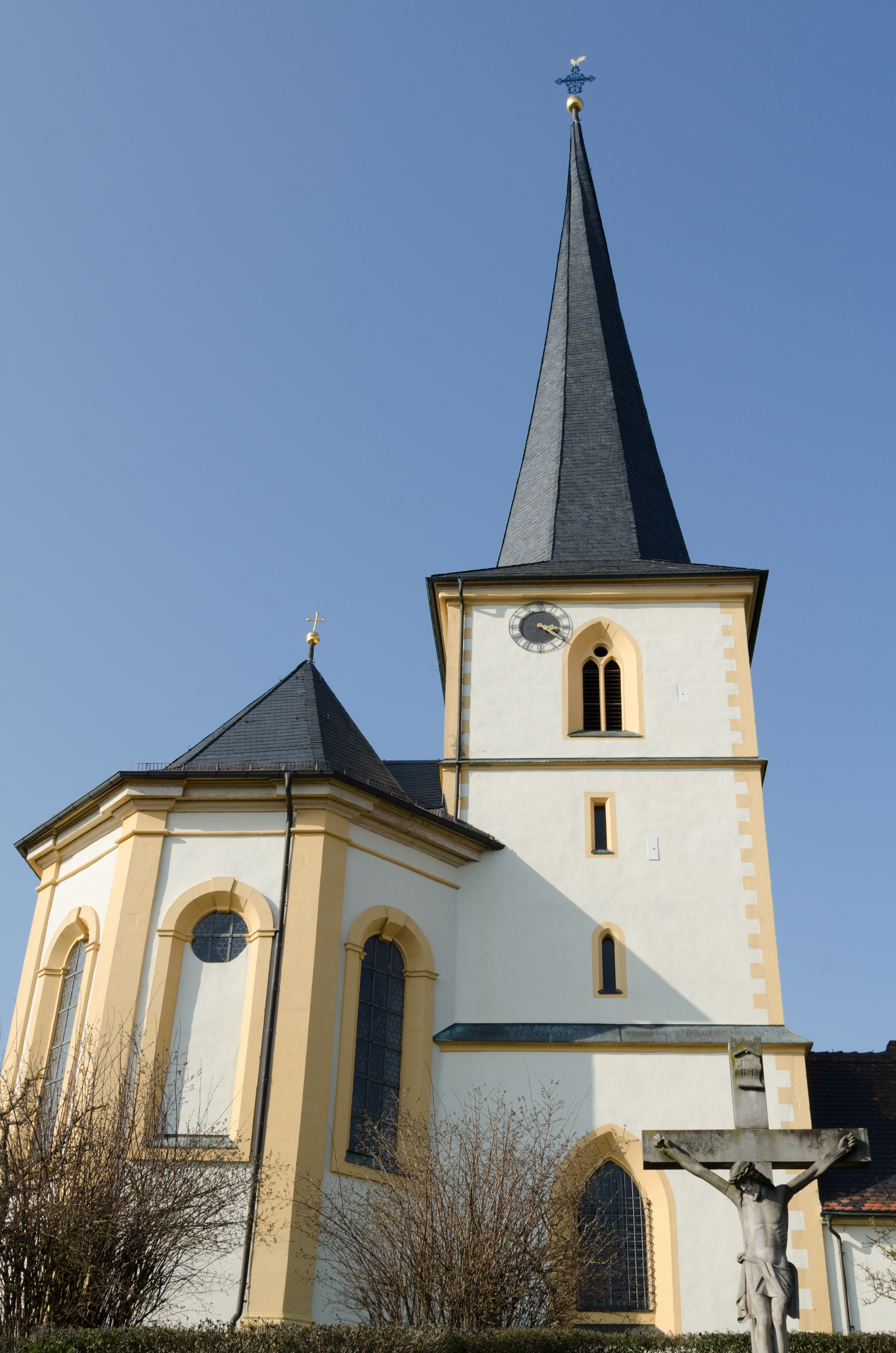
Alsleben, St. Kilian

Die römisch-katholische Pfarrkirche St. Kilian steht im Gemeindeteil Alsleben des Marktes Trappstadt im unterfränkischen Landkreis Rhön-Grabfeld in Bayern. Das Turmuntergeschoss des denkmalgeschützten Bauwerks entstand um 1500. Die Kirche gehört zur Pfarreiengemeinschaft St. Martin im östlichen Grabfeld im Bistum Würzburg. Kirchenpatron ist der Hl. Kilian

## Beschreibung

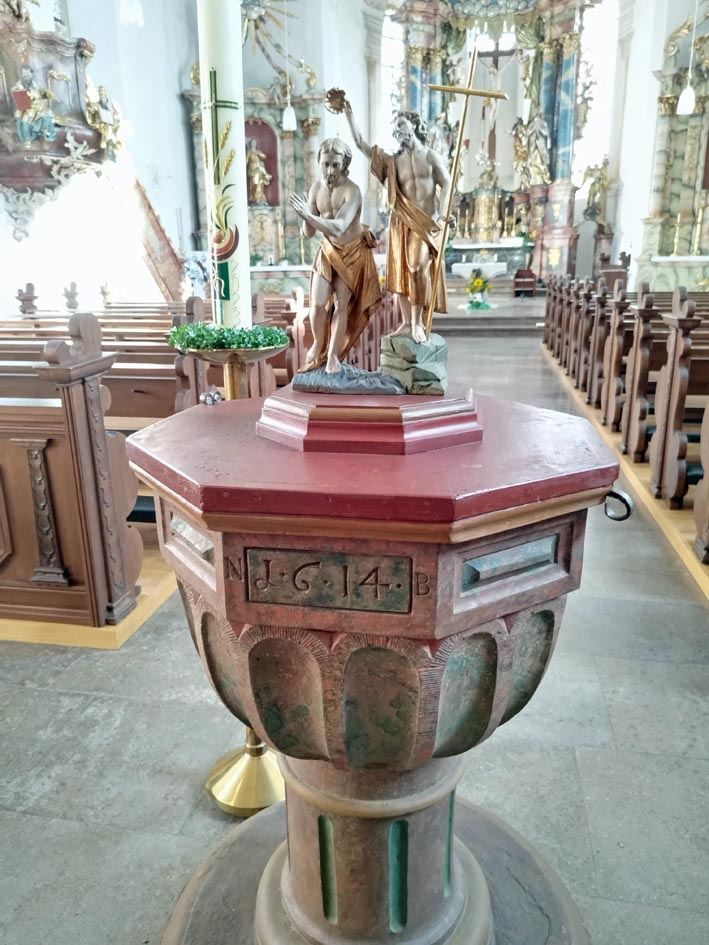
Weihwasserbecken (1614) von St. Kilian

Das Kirchenschiff und der dreiseitig abgeschlossene Chor der Saalkirche wurden 1730–37 nach Plänen des Ingenieurhauptmanns Michael Müller gebaut. Der ehemalige Chorturm wurde beibehalten. Sein Erdgeschoss stammt aus dem 13. Jahrhundert. Sein oberstes Geschoss, das die Turmuhr und den Glockenstuhl beherbergt, wurde um 1610 errichtet. Seine Lage in der Südostecke von Kirchenschiff und Chor, in Verbindung mit seinem spitzen Helm weist ihn als Julius-Echter-Turm aus. Zur Kirchenausstattung gehört neben den Altären und der Kanzel eine hölzerne Statue der Anna selbdritt, die um 1510 in Thüringen geschaffen wurde. Die Orgel mit 14 Registern, einem Manual und Pedal wurde 1787 von Franz Ignaz Seuffert gebaut und 2004 von der Orgelbau Vleugels restauriert.